# Provincia de Panamá
Panamá es una de las diez provincias de Panamá. Su capital es la Ciudad de Panamá, que es también la capital de la República. La misma tiene una superficie de 9 mil 166 km², la cual limita al norte con la provincia de Colón y la Comarca Guna Yala, al sur con el Océano Pacífico; al este con la provincia de Darién y la comarca Wargandí y al oeste con la provincia de Panamá Oeste. Panamá es la provincia más poblada del país, con 1 439 575 habitantes (2023).
Su actual gobernadora es Omaira «Mayín» Correa, quien fue designada por el presidente José Raúl Mulino en junio de 2024.

## Historia

### Época colonial

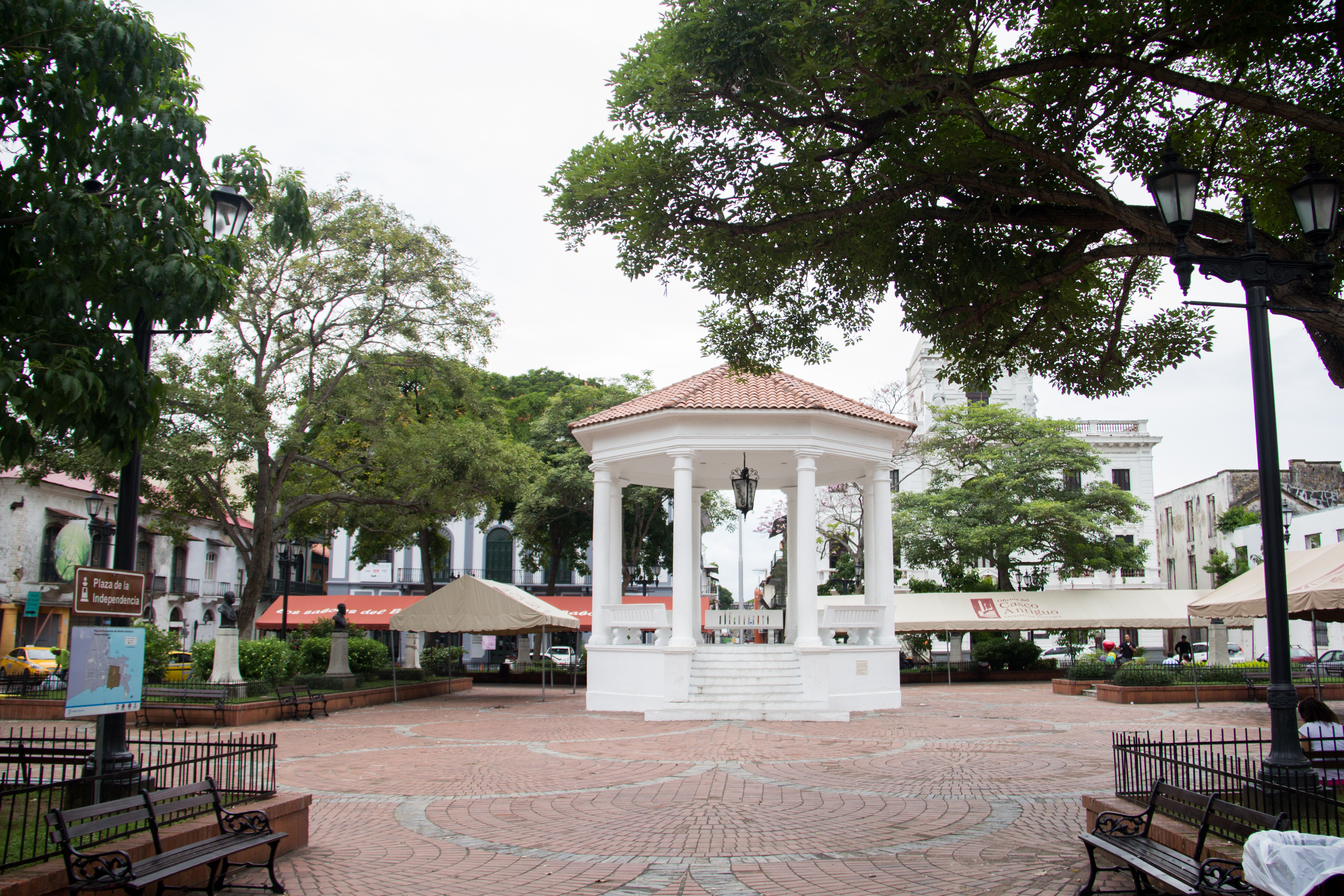
Casco Antiguo de Panamá, también declarado Patrimonio de la Humanidad en 1997.

Fue llamado provincia de Tierra Firme o del Istmo durante la época imperial española, se creó en 1539 como una entidad administrativa y territorial que ya estaba dentro del Virreinato de Nueva España desde 1535, siendo más tarde trasladada su jurisdicción al Virreinato del Perú, en 1542.

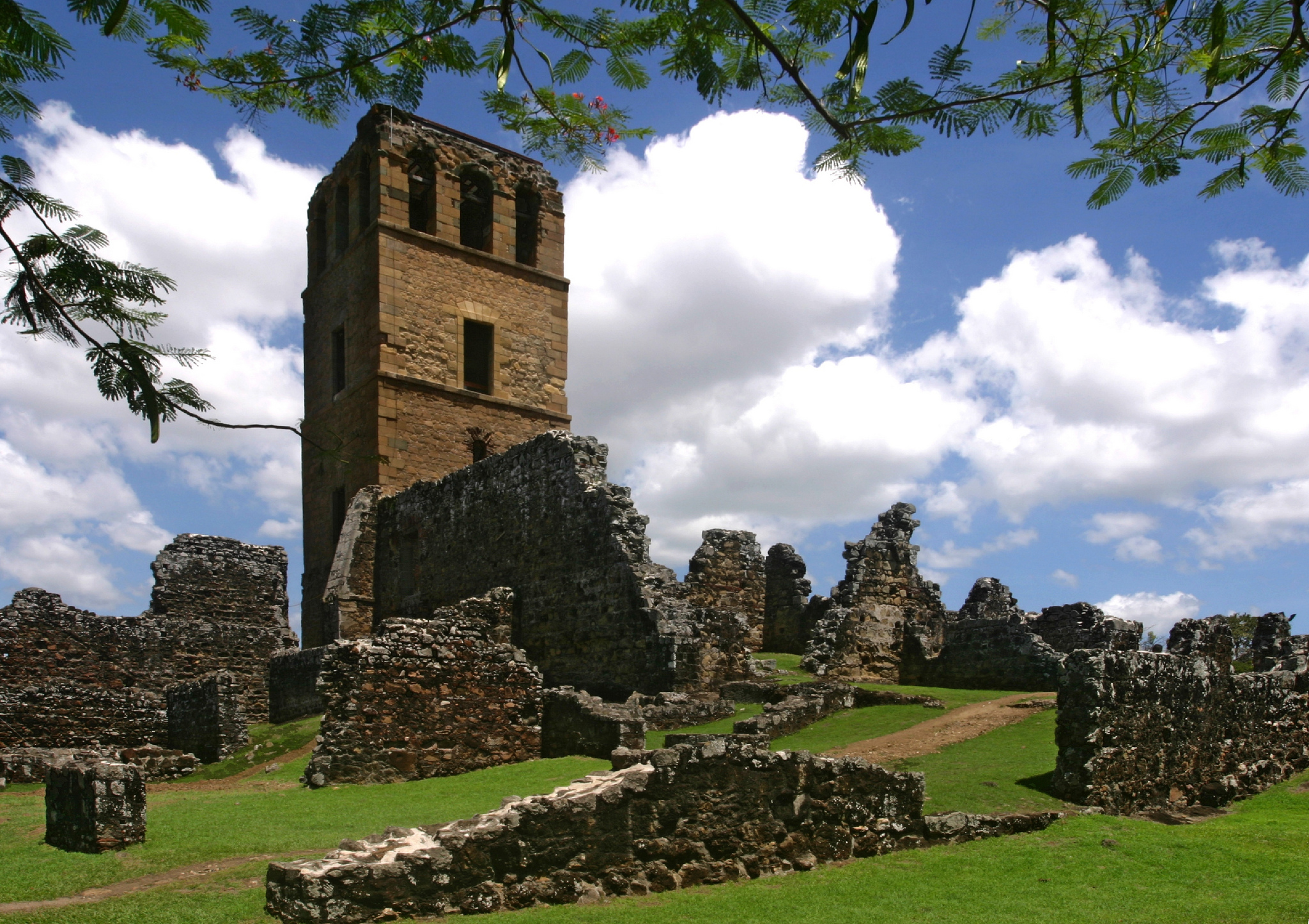
Sitio arqueológico de Panamá Viejo, declarado Patrimonio de la Humanidad en 2003.

Su primera capital fue Santa María la Antigua del Darién, desaparecida en 1524 por lo malsano del clima y las hostilidades de los indígenas. La capitalidad de esta provincia pasó luego a la Ciudad de Panamá, fundada en 1519, que tras este nombramiento fue objeto de numerosas tomas por parte de varios adelantados, como el de 1545 a manos de Hernando de Bachicao y la de 1550 por Hernando y Pedro de Contreras.
Dicha ciudad también fue sede la Real Audiencia de Panamá, la tercera en ser fundada en América (después de las de Santo Domingo y México), instituida por el emperador Carlos V a través de la Real Cédula de 26 de febrero de 1538, correspondiéndole una vasta jurisdicción que incluía además del Reino de Tierra Firme (compuesto de las dos provincias de Castilla del Oro y Veraguas) todas las regiones desde el estrecho de Magallanes hasta el golfo de Fonseca; sin embargo esta Audiencia duró apenas hasta 1543, pues debido a los malos manejos de la administración de Francisco Pérez de Robles, Presidente de la misma, fue extinguida y agregada a la de Guatemala.

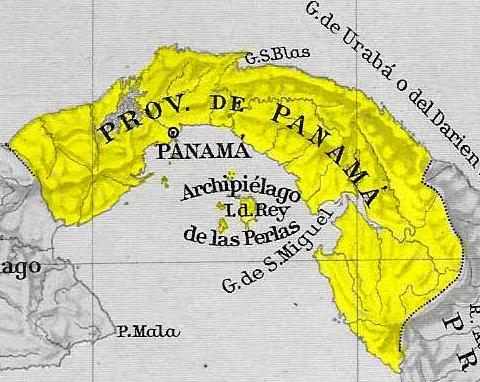
Provincia de Panamá en 1810.

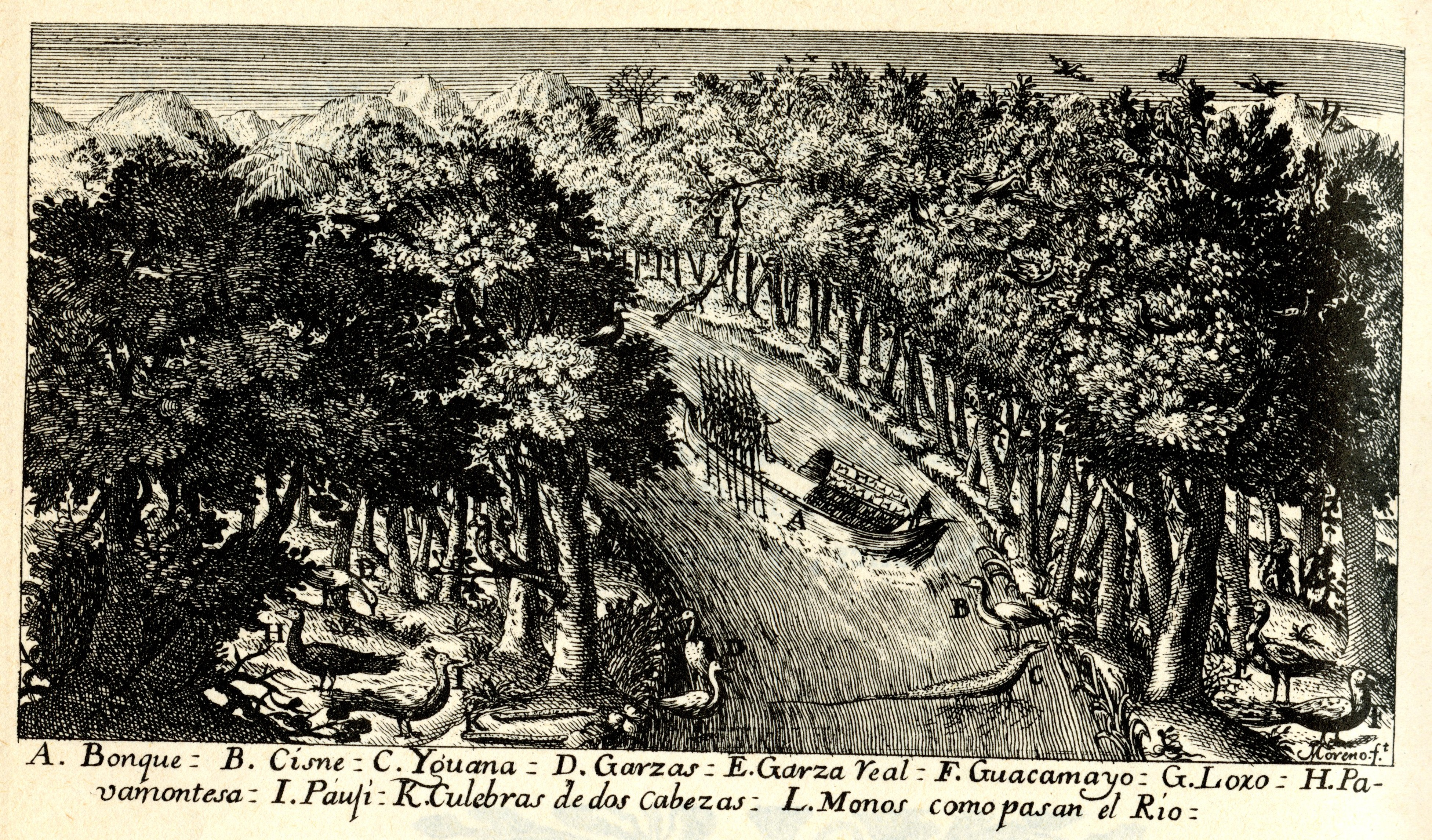
Paisaje silvestre de la Provincia de Panamá según un grabado de Jorge Juan y Antonio de Ulloa (1748).

La real Audiencia fue restablecida en 1563 con un territorio más reducido que la original: abarcaba de norte a sur desde el puerto de Buenaventura hasta el golfo de Fonseca en Nicaragua, y de oeste a este desde los confines de la Provincia de Veraguas hasta el río Atrato. Los dirigentes de esta debieron enfrentar las constantes incursiones de corsarios y piratas ingleses y franceses que atacaron diversos puertos del Caribe y del Pacífico, entre ellos Francis Drake quien atacó Nombre de Dios en 1572, Cruces en 1573 y  Panamá en 1578; sin embargo este halló su muerte en una incursión a Portobelo en 1596.
Por aquella época también se dieron algunas rebeliones indígenas en la provincia del Darién, que entonces pertenecía a la de Panamá, quienes destruyeron el establecimiento de San Miguel de Bayano, asolaron las poblaciones de Chimán, Corozal y Chepo, e incluso lograron llegar hasta las puertas mismas de la capital, después de vencer unas veces y de burlar otras, las fuerzas que tanto de Panamá como de Cartagena se enviaron para castigarlos.
Por tal motivo se despoblaron las regiones ubicadas entre la Ciudad de Panamá y Puerto Piñas, se suspendió el trabajo en las aserríos de madera y se sufrió la carencia de carnes y comestibles por el abandono de los campos. Solo hasta 1637 se logró acordar la paz con los darienitas por medio de la cual estos se sometieron los a la obediencia del Rey y de sus representantes en Tierra Firme.
La primera Ciudad de Panamá, la cual fue destruida en 1671, por la codicia del pirata Henry Morgan, denominada hoy día como “Panamá la Vieja” (ofrece al visitante un museo, sitio que exhibe una maqueta de la ciudad antes de 1671), la catedral de Nuestra Señora de la Asunción (que fue destruida entre 1519 y 1626 ), los conventos de San José, la Catedral, el ayuntamiento, el Mercado de Esclavos, el hospital San Juan de Dios, el Casco Viejo (fundado en 1673), la obra arquitectónica del Arco Chato, la Catedral Metropolitana, las Bóvedas (antigua cárcel española). El Palacio de Las Garzas o Palacio Presidencial, la iglesia de San José con un inmenso altar de oro.

### SigloXXI
En enero de 2014 la provincia perdió parte de su territorio, al crearse la Provincia de Panamá Oeste con la parte occidental de su territorio.

## Geografía

### Aspecto físico

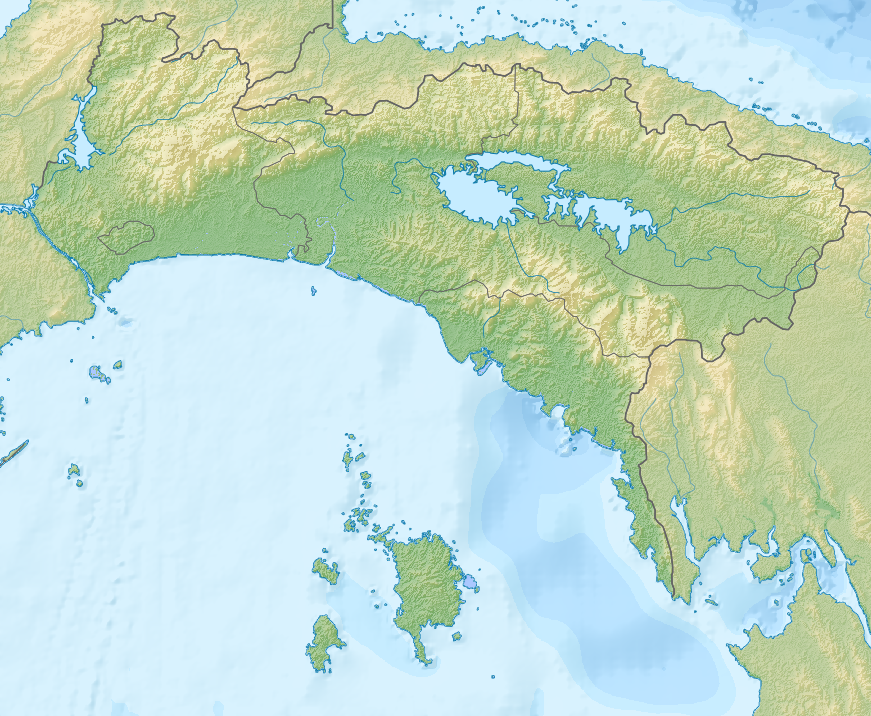
Mapa físico de Panamá

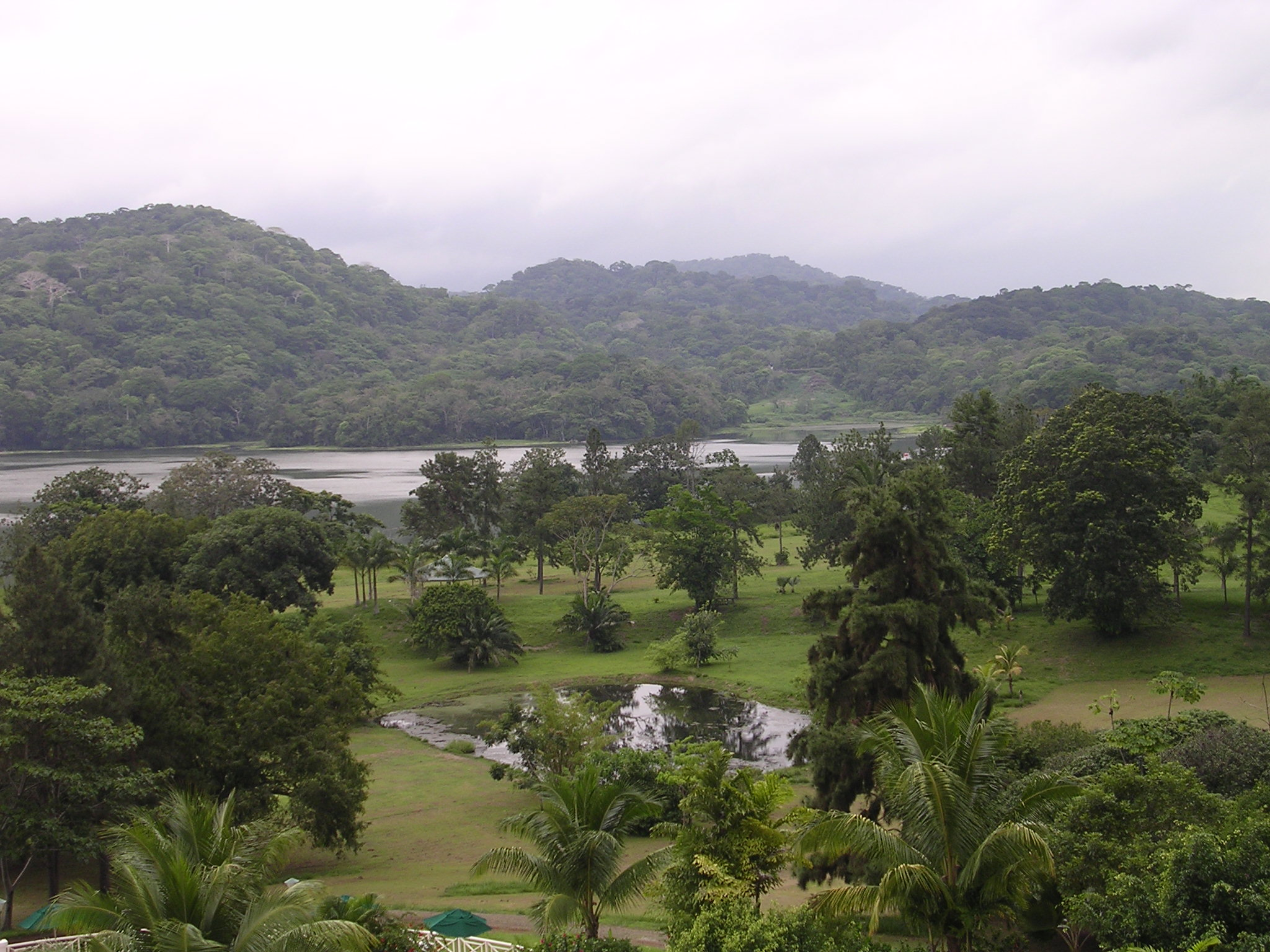
Panorama de la provincia.

La provincia de Panamá está situada en la costa del océano Pacífico, en la ribera este del Canal de Panamá. Se caracteriza por sus tierras bajas, si bien al noreste la bordea la cordillera de San Blas, ubicándose allí los lugares más altos de la provincia, el cerro Jefe (1007 m s. n. m.). Dicha cordillera la separa de la comarca de Guna Yala.
La región está densamente cubierta por la selva, y un sinnúmero de ríos la recorren, entre los cuales se destacan el Chagres y el Bayano o Chepo. Ambos fluyen hacia el lago Gatún, ubicado al norte de la zona. Otros lagos importantes son el Alajuela y el Bayano.
La provincia comprende también una serie de islas en el golfo de Panamá; las principales de ellas se encuentran en el archipiélago de las Perlas, ubicado a solo 90 kilómetros al sureste de la Ciudad de Panamá: Isla del Rey, San José y Contadora. Otras más cercanas a la costa son Taboga, Otoque, Taborcillo.

### Áreas protegidas

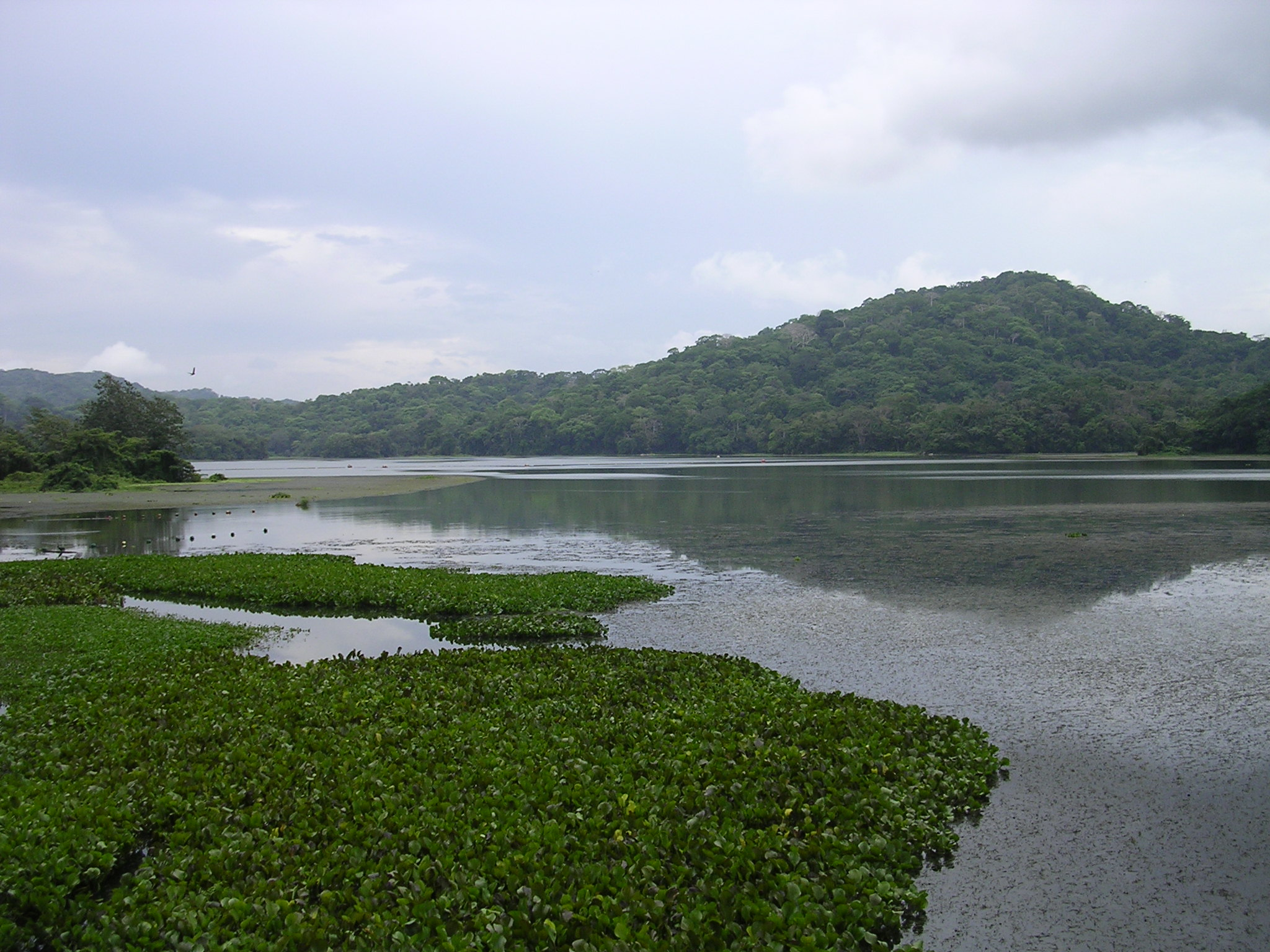
Lago Gamboa en el parque nacional Soberanía.

Panamá tiene tres áreas protegidas, las cuales son:
- Parque nacional Camino de Cruces.
- Parque nacional Chagres.
- Parque nacional Soberanía.

El parque nacional Chagres tiene una superficie de 129.585 hectáreas y se extiende por las provincias de Colón y Panamá. El parque está situado en la región donde la mayor parte del agua llega al Canal de Panamá. Fue fundado en 1984.
El parque nacional Soberanía tiene una superficie de 19.545 hectáreas y se extiende por las provincias de Colón y Panamá, y sobre el Canal de Panamá. El parque está situado a solo 25 kilómetros de la Ciudad de Panamá y fue fundada el 27 de mayo de 1980.
El parque nacional Camino de Cruces tiene una superficie de 4.590 hectáreas y fue fundada en 1992.

## Organización administrativa

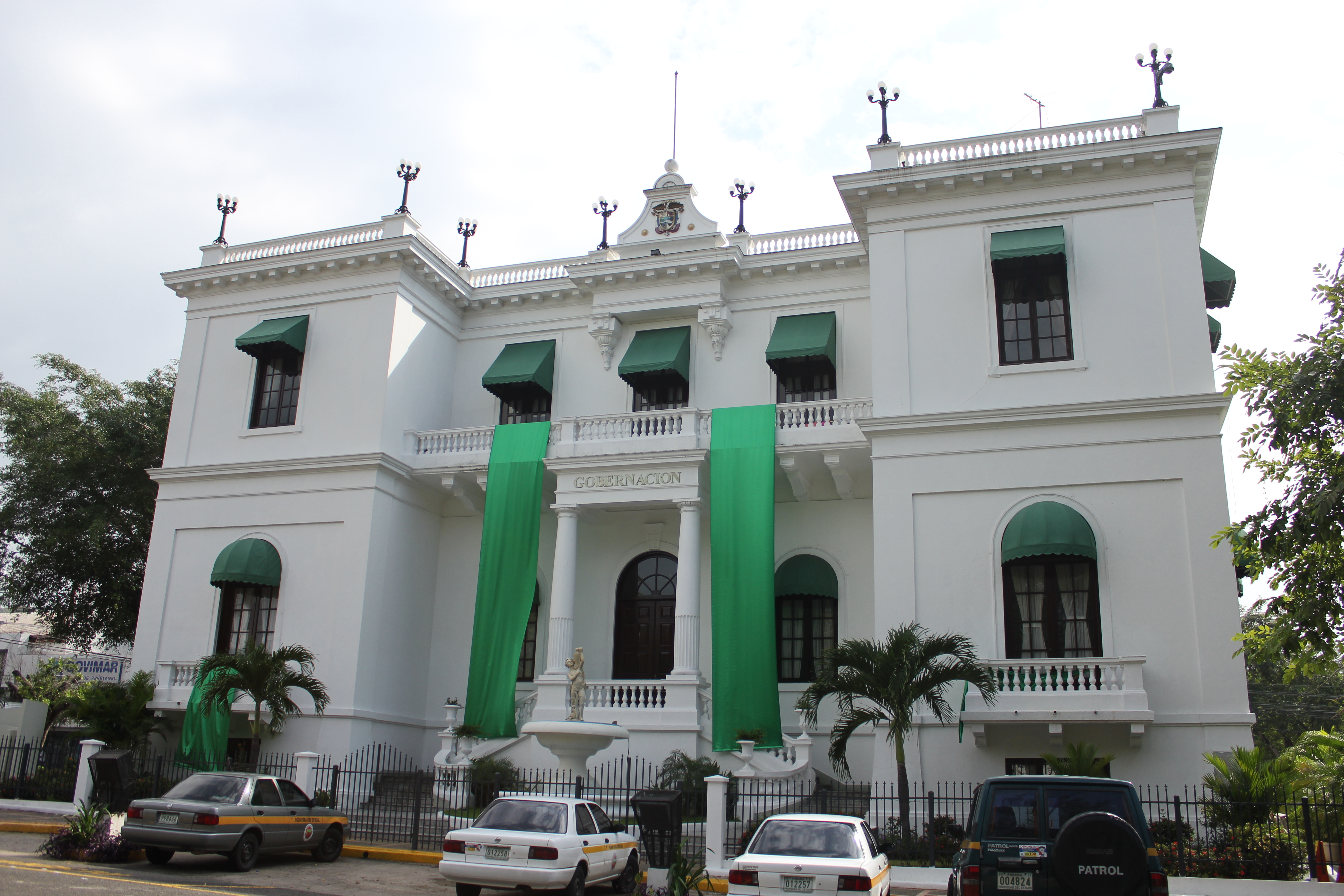
Edificio de la Gobernación de Panamá.

La provincia de Panamá estaba dividida hasta el 1 de enero de 2014 en once distritos, pero tras la creación de la provincia de Panamá Oeste en dicha fecha con los distritos de Arraiján, Capira, Chame, La Chorrera y San Carlos, ubicados todos al oeste del canal de Panamá, la actual provincia de Panamá quedó conformada solamente por 6 distritos y 57 corregimientos:
| Distritos     | Corregimientos | Cabecera de distrito |
| ------------- | --- | -------------------- |
| Balboa        | San Miguel, La Ensenada, La Esmeralda, La Guinea, Pedro González, Saboga | San Miguel           |
| Chepo         | Chepo, Cañita, Chepillo, El Llano, Las Margaritas, Santa Cruz de Chinina, Tortí, Madugandí | Chepo                |
| Chimán        | Chimán, Brujas, Gonzalo Vásquez, Pásiga, Unión Santeña | Chimán               |
| Panamá        | 24 de Diciembre, Alcalde Díaz, Ancón, Betania, Bella Vista, Calidonia, Caimitillo, Chilibre, Don Bosco, El Chorrillo, Curundú, Ernesto Córdoba Campos, Juan Díaz, Las Cumbres, Las Garzas, Las Mañanitas, Pacora, Parque Lefevre, Pedregal, Pueblo Nuevo, Río Abajo, San Felipe, San Francisco, San Martín, Santa Ana, Tocumen | Panamá               |
| San Miguelito | Amelia Denis De Icaza, Belisario Porras, José Domingo Espinar, Mateo Iturralde, Victoriano Lorenzo, Arnulfo Arias, Belisario Frías, Omar Torrijos, Rufina Alfaro | San Miguelito        |
| Taboga        | Taboga, Otoque Occidente, Otoque Oriente | Taboga               |

## Demografía

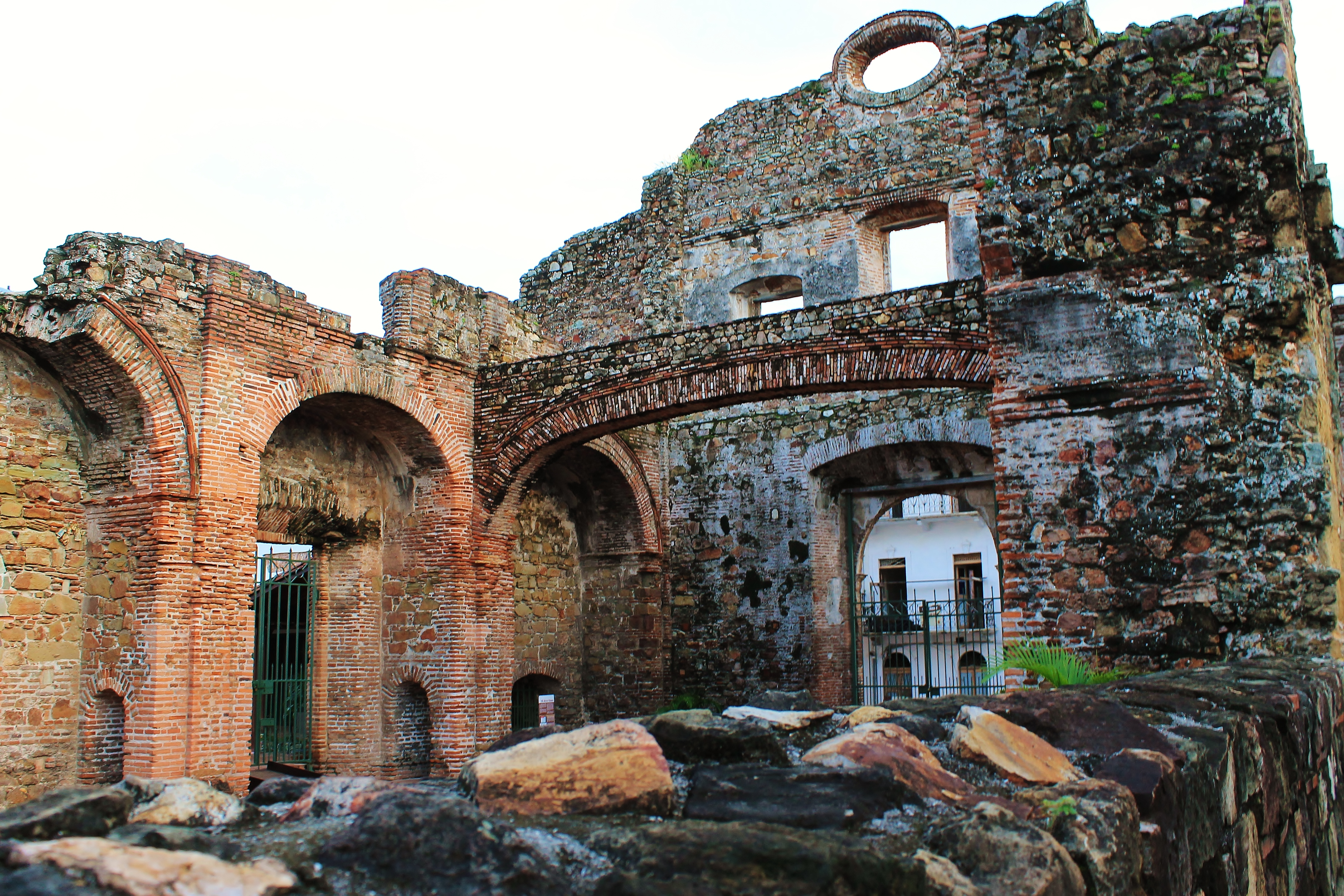
Casco Antiguo de Panamá.

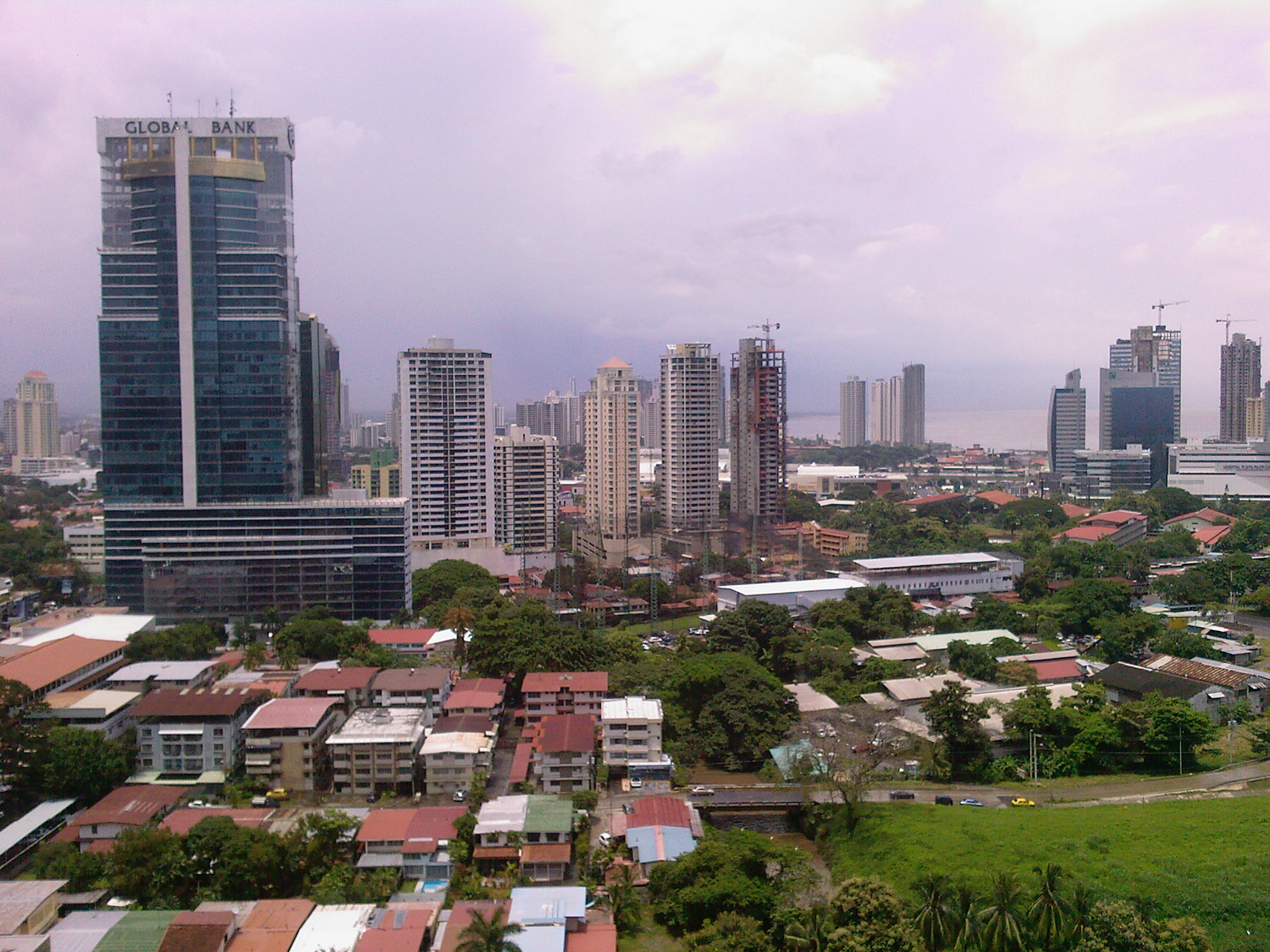
Ciudad de Panamá.

Si bien la provincia de Panamá representa tan solo el 15,2 % del área total del país, congrega al 50,3 % de toda la población del país, contabilizando 1 713 070 de habitantes.Según el censo de 2010, 75 725 habitantes de la provincia son de origen indígena y 193 712 personas de origen africano.

## Economía
Entre las fuentes de ingreso, se cuenta con la famosa vía fluvial artificial que une los océanos Atlántico y Pacífico, el Canal de Panamá; el turismo como actividad multisectorial, la industria y el sector servicio; En la Ciudad de Panamá también se concentra un importante centro financiero internacional. La provincia de Panamá es la mayor productora de aves de corral y sus derivados.[cita requerida]
La economía del área urbana de la provincia de Panamá se basa en el sector de servicios.  Principalmente el área de comercio internacional y banco.  También en los servicios relacionados con el canal.  Entre ellos se destaca el movimiento de carga en el puerto de Balboa y la venta de combustible y otros bienes a los barcos que transitan el Canal de Panamá.[cita requerida]